# خوان دومينغو بيكمان
خوان دومينغو بيكمان (بالإسبانية: Juan Domingo Beckmann)‏ هو شخصية أعمال مكسيكي، ولد في 1967.